# Secaucus
Secaucus est une ville du comté de Hudson, dans le New Jersey, aux États-Unis.
Plusieurs entreprises ou organismes sportifs ont leur siège à Secaucus, comme Red Bull New York, MLB Network, Réseau de la LNH (en), NBA Entertainment et NBA Draft Lottery. Secaucus était aussi le quartier général de la Major League Lacrosse les quatre premières saisons de la ligue.